# Grodno (województwo wielkopolskie)
Grodno – wieś w Polsce, w województwie wielkopolskim, w powiecie złotowskim, w gminie Złotów.
Do 2023 miejscowość była częścią wsi Krzywa Wieś.
Grodno wchodzi w skład sołectwa Krzywa Wieś.
W latach 1975–1998 Grodno administracyjnie należało do województwa pilskiego. 
W Grodnie znajduje się stary dwór – obecnie remontowany, domek kuźnia przeznaczony pod agroturystykę, stajnia z pensjonatem dla koni oraz siedziba Klubu Jeździeckiego Grodno – "Dwór".